# Jólasveinar
A jólasveinar („karácsonyi csibészek”) az izlandi folklór szereplői. Karácsonykor látogatják meg a gyerekeket, és visznek nekik ajándékot, mint bizonyos országokban a Télapó. A számuk az évek során változott, azonban ma 13 csibész elfogadott. Ajándékot vagy rothadó krumplit raknak a gyerekek cipőibe a karácsonyt megelőző 13 nap mindegyikén. A gyerekek egész éves viselkedésétől függ, hogy ajándék kerül-e a cipőjükbe vagy krumpli.

## Eredetük
A karácsonyi csibészek eredete az izlandi hagyományokban lelhető fel. Régebben a számuk és egyes csibészek tulajdonságai helység szerint változtak, egészen a csak csibészséget elkövetőktől azokig, akik gyerekeket is ettek.
1932-ben megjelent egy "Jólasveinarnir" című vers egy népszerű verseskötetben. A kötet címe: "Jólin Koma" ("A karácsony eljön"). Szerzője az izlandi költő, Jóhannes úr Kötlum. A versben kategorizálja a 13 csibészt tulajdonságaikkal együtt, és bemutatja ezt a szokást az izlandi társadalomnak.
A karácsonyi csibészek eredetileg rossz, rabló vagy éppen bűnözőnek beállított figurák voltak, akik lopnak, csalnak és bántják az embereket.
A csibészeket a hegyi trollok fiainak tartották. Szüleik Grýla és Leppalúði. Karácsony előtt jönnek le a hegyekből, hogy megijesszék azokat a gyerekeket, akik nem viselkedtek jól az évben. Gyakran a karácsonyi macskával jönnek, ez a macska megeszi azokat a gyerekeket, akik nem kapnak új ruhát karácsonyra.

## Karácsonyi csibészek ma

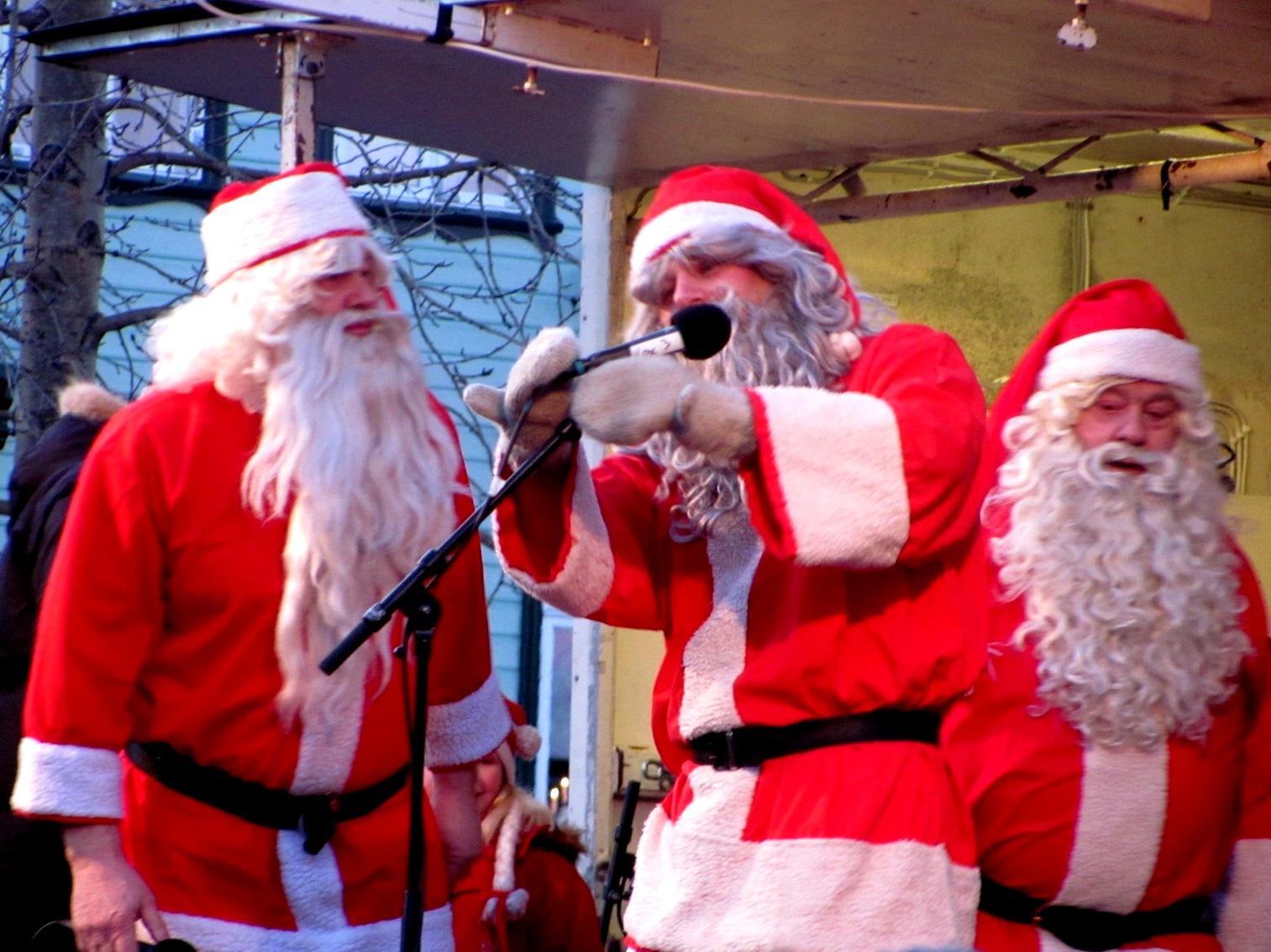
Karácsonyi csibészek kapcsolják fel a karácsonyfa világítását. Akureyri

Manapság a karácsonyi csibészek keveredtek a világ többi részén használt Mikulás alakjával. Néha még lehet látni, hogy klasszikus középkori izlandi viseletben ábrázolják őket, de egyre elterjedtebb, hogy a Mikulás ruháját húzzák magukra. A tizenhárom csibész neve: Stekkjarstaur, Giljagaur, Stúfur, Þvörusleikir, Pottaskefill, Askasleikir, Hurðaskellir, Skyrgámur, Bjúgnakrækir, Gluggagægir, Gáttaþefur, Ketkrókur és végül Kertasníkir.

## Karácsonyi csibészek listája
| Név           | Leírás | Érkezés      | Távozás      |
| ------------- | --- | ------------ | ------------ |
| Stekkjarstaur | Birkákat zaklat, azonban ebben falábai hátráltatják                                                           | December 12. | December 25. |
| Giljagaur     | Árkokban, üregekben lapul meg és onnan várja a megfelelő pillanatot, hogy tejet lophasson a pajtákból.        | December 13. | December 26. |
| Stúfur        | Rendkívül apró. Edényeket lop, amelyből kieszi a maradékot.                                                   | December 14. | December 27. |
| Þvörusleikir  | Fakanalakat lop, hogy nyalogathassa őket. Alultápláltsága miatt rendkívül vékony.                             | December 15. | December 28. |
| Pottaskefill  | Lábasokból lopja ki a maradék ételt.                                                                          | December 16. | December 29. |
| Askasleikir   | Ágyak alatt rejtőzködve várja, hogy valaki a földre tegye az askurját (fedeles edény), hogy aztán ellophassa. | December 17. | December 30. |
| Hurðaskellir  | Ajtókat csapkod, általában éjjelente.                                                                         | December 18. | December 31. |
| Skyrgámur     | Szerfelett kedveli a skyrt (izlandi eredetű tejtermékfajta).                                                  | December 19. | Január 1.    |
| Bjúgnakrækir  | Tetőgerendákon rejtőzködik, onnan lopja el a füstölés alatt álló kolbászokat.                                 | December 20. | Január 2.    |
| Gluggagægir   | Ablakokon leskelődik be, ellopható dolgokat keresve.                                                          | December 21. | Január 3.    |
| Gáttaþefur    | Abnormálisan nagy orral rendelkezik, amivel kiszagolja a laufabrauð-t (izlandi eredetű, ünnepi kenyér)        | December 22. | Január 4.    |
| Ketkrókur     | Húst lop a kampójával.                                                                                        | December 23. | Január 5.    |
| Kertasníkir   | Gyerekeket követ, hogy ellophassa a gyertyáikat.                                                              | December 24. | Január 6.    |

## Lásd még
- Jóhannes úr Kötlum
- Santa Claus
- Jólakötturinn

## Külső linkek
- The Icelandic Embassy in the United States on Christmas customs in Iceland, including the Yule Lads
- Various illustrations of the Yule Lads
- A short article about the Yule Lads
- Another short article
- A translation of the poem by Jóhannes úr Kötlum
- A comprehensive site on Christmas in Iceland with much information about Yule Lads and Grýla
- An essay on Grýla